# Цедзина
Цедзина (пол. Cedzyna) — село в Польщі, у гміні Ґурно Келецького повіту Свентокшиського воєводства.
Населення — 1182 особи (2011).
У 1975-1998 роках село належало до Келецького воєводства.

## Демографія
Демографічна структура на день 31 березня 2011 року:
|          | Загалом | Допрацездатний вік | Працездатний вік | Постпрацездатний вік |
| -------- | ------- | ------------------ | ---------------- | -------------------- |
| Чоловіки | 587     | 143                | 407              | 37                   |
| Жінки    | 595     | 120                | 382              | 93                   |
| Разом    | 1182    | 263                | 789              | 130                  |